# Paint Rock (Texas)
Pour les articles homonymes, voir Paint Rock.
La ville américaine de Paint Rock est le siège du comté de Concho, dans l’État du Texas. Elle comptait 273 habitants lors du recensement de 2010.
La localité doit son nom aux pictographes amérindiens que l’on trouve dans les environs.